# St. James City
St. James City – jednostka osadnicza w Stanach Zjednoczonych, w stanie Floryda, w hrabstwie Lee.